# Die Matthew Shepard Story
Die Matthew Shepard Story ist ein Spielfilm, dessen Handlung sich auf eine wahre Begebenheit stützt und den Mord an Matthew Shepard wie auch dessen Konsequenzen rekonstruiert.

## Handlung
Im Frühjahr 1999 findet in Laramie (Wyoming) der Prozess gegen die beiden jungen Männer Aaron McKinney und Russel Henderson statt. Beide lernten in der Nacht vom 6. auf den 7. Oktober des Vorjahres (1998) in einer Bar Matthew Shepard kennen. Ahnend, dass Shepard homosexuell ist, boten sie ihm sexuelle Dienste an und fuhren daraufhin mit ihm in eine einsame Gegend. Hier schlugen sie den wehrlosen 22-Jährigen so schwer zusammen, dass dieser wenige Tage später im Krankenhaus starb.
Die Handlung des Films gibt das Gerichtsverfahren wieder und lässt den Zuschauer in Rückblenden die Jugend von Matthew Shepard miterleben. Auch schildert der Film die Bestrebungen des Baptistenpredigers Fred Phelps, der vor dem Gerichtsgebäude für schärfere Gesetze gegen Homosexualität agitierte und den Hass gegen Homosexuelle predigte.

## Hintergrundinformationen
Der Film, der in Kanada gedreht wurde und am 16. März 2002 in den USA Premiere feierte, setzt sich sehr eindringlich mit dem Hass gegen gleichgeschlechtliche Lebensformen auseinander. Auf der anderen Seite versucht er durch die Augen des introvertierten Matthew Shepard einen Einblick in die Seele eines Menschen zu geben, der Angst davor hat, sich zu outen, aber dennoch versucht, seine Sexualität zu leben.
Der kanadische Schauspieler Shane Meier wurde für die Titelrolle gecastet. Shepards Eltern gaben zu der Verfilmung des Drehbuchs ihre Einwilligung.

## Sonstiges
Im selben Jahr erschien in den USA ein weiterer Film, der sich mit dem Mord an Matthew Shepard beschäftigt: The Laramie Project.

## Auszeichnungen
Neben einem Emmy und einem Screen Actors Guild Award für Stockard Channing in der Kategorie Beste Darstellerin in einer Miniserie gewann der Film zwei Gemini Awards. Shane Meier gewann beim L.A. Outfest einen Screen Idol Award.